# Grenadă ofensivă
Grenada ofensivă este un tip de grenadă de mână utilizată în principal în situații de atac și lupte în spații restrânse, cum ar fi tranșeele sau clădirile. Spre deosebire de grenadele defensive, grenadele ofensive sunt concepute pentru a produce o explozie controlată, cu fragmente reduse sau inexistente, reducând astfel riscul pentru utilizator.

## Descriere generală
Grenada ofensivă are un design simplu, cu un corp fabricat din tablă de oțel, carton sau materiale similare. Aceasta conține o cantitate mai mare de exploziv în comparație cu grenadele defensive, dar produce mai puține fragmente, concentrând efectul distructiv asupra presiunii exploziei. Este ideală pentru operațiuni în spații închise, unde fragmentele ar putea pune în pericol utilizatorii sau forțele aliate.

## Utilizare
Grenadele ofensive sunt folosite pentru a suprima inamicul, pentru a curăța tranșee, buncăre sau clădiri, precum și în alte situații în care explozia este preferată fragmentării. Datorită siguranței crescute în apropierea punctului de detonare, acestea pot fi utilizate în proximitatea propriilor trupe.

## Istorie
Grenadele ofensive au apărut ca o soluție pentru luptele de apropiere din timpul Primul Război Mondial. Modelele timpurii, precum grenada franceză F1 ofensivă, au fost utilizate pe scară largă pentru a îmbunătăți capacitatea de atac a infanteriei. Acest tip de grenadă a continuat să fie dezvoltat în timpul secolului al XX-lea, fiind adoptat de numeroase armate din întreaga lume.

## Modele celebre
- F1 ofensivă (Franța)
- Stielhandgranate 24 (Germania)
- M61 (SUA)
- RGD-33 (Uniunea Sovietică)

## Avantaje și dezavantaje
Grenadele ofensive oferă un avantaj tactic în luptele apropiate datorită riscurilor reduse asociate fragmentării. Cu toate acestea, raza limitată de efect distructiv le face mai puțin eficiente în medii deschise sau împotriva inamicilor aflați la distanță.